# Mesgen Amanow

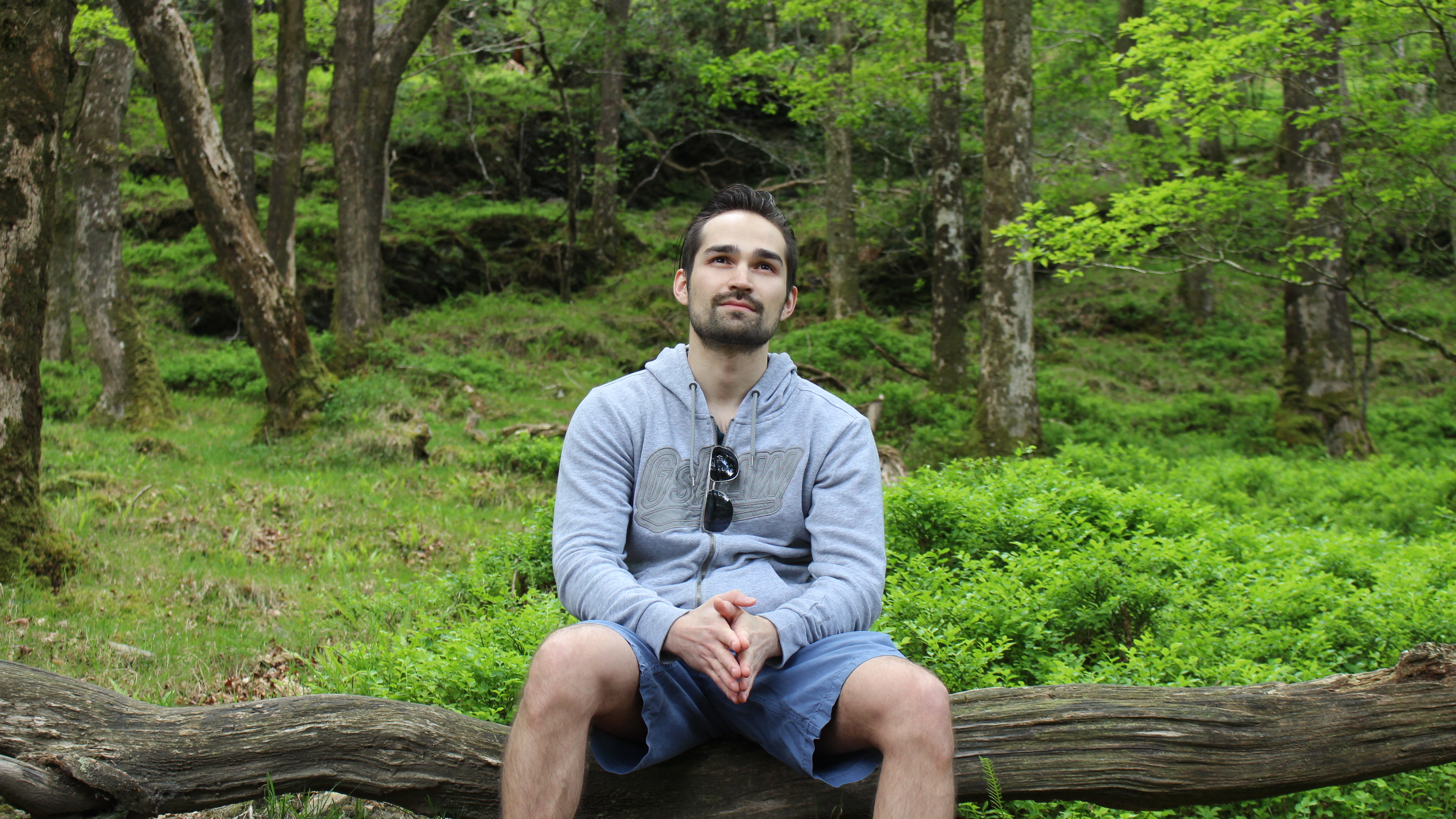
Mesgen Amanow, 2017

Mesgen Amanow (beim Weltschachverband FIDE Mesgen Amanov; * 6. September 1986 in Daşoguz) ist ein turkmenischer Schachspieler. Er trägt den Titel Großmeister.

## Leben
Amanow wurde 2007 zum Internationalen Meister ernannt, die erforderlichen Normen erfüllte er im Januar 2006 beim Parsvnath Open in Delhi, im Februar 2006 bei der turkmenischen Meisterschaft in Aşgabat und im April 2006 beim Dubai Open. Der Großmeister-Titel wurde ihm 2009 verliehen, die erforderlichen Normen erfüllte er 2008 bei zwei Turnieren in Aluschta. Seine Elo-Zahl beträgt 2436 (Stand: April 2020). Er läge damit auf dem dritten Platz der turkmenischen Elo-Rangliste, wird aber als inaktiv geführt, da er seit dem 24. Chicago Open im Mai 2015 keine Elo-gewertete Schachpartie mehr gespielt hat. Seine höchste Elo-Zahl hatte er mit 2541 im September 2011.
Amanow ist auch ein bekannter Schachlehrer und arbeitet eng mit Yury Shulman, ebenfalls Großmeister, zusammen.

## Nationalmannschaft
Amanow nahm mit Turkmenistan an den Schacholympiaden 2006, 2008, 2010 und 2012, der asiatischen Mannschaftsmeisterschaft 2005 und dem Schachwettbewerb der Asienspiele 2006 teil.

## Vereine
Vereinsschach spielte er in Turkmenistan für Galkynysh, mit denen er auch am Asian Club Cup 2008 teilnahm. In der United States Chess League spielte er 2010 und 2011 für Chicago Blaze.